# جينيفر هابيل
جينيفر هابيل (بالإنجليزية: Jennifer Abel) (و. 1991  م) هي غطاسة كندية، ولدت في مونتريال، شاركت في الألعاب الأولمبية الصيفية 2008، ودورة ألعاب الكومنولث 2014، ودورة الألعاب الأمريكية 2015، وDiving at the 2017 World Aquatics Championships – Women's synchronized 3 metre springboard ‏، وDiving at the 2017 World Aquatics Championships – Women's 3 metre springboard ‏، ودورة ألعاب الكومنولث 2010، والغطس في الألعاب الأولمبية الصيفية 2016، ودورة ألعاب الكومنولث 2018 ‏، والألعاب الأولمبية الصيفية 2012، وDiving at the 2012 Summer Olympics – Women's synchronized 3 metre springboard ‏، وDiving at the 2017 World Aquatics Championships – Mixed synchronized 3 metre springboard ‏.
.

## روابط خارجية
- جينيفر هابيل على موقع الاتحاد الدولي للسباحة (الإنجليزية)
- جينيفر هابيل على موقع قاعدة بيانات الغوص IAT (الألمانية)
- جينيفر هابيل على موقع اللجنة الأولمبية الدولية (الإنجليزية)
- جينيفر هابيل على موقع أوليمبيديا (الإنجليزية)
- جينيفر هابيل على موقع اللجنة الأولمبية الكندية (الإنجليزية)
- جينيفر هابيل على موقع اتحاد ألعاب الكومنولث (مؤرشف) (الإنجليزية)
- جينيفر هابيل على موقع دورة ألعاب الكومنولث 2014 (مؤرشف) (الإنجليزية)